# Ardeutica crypsilitha
Ardeutica crypsilitha es una especie de polilla de la familia Tortricidae. Se encuentra en Brasil.